# Temari Matsumoto
Temari Matsumoto (松本 テマリ Matsumoto Temari?,  Matsumoto, Prefectura de Nagano, 8 de abril) es una mangaka e ilustradora japonesa. Matsumoto proporciona ilustraciones para novelas ligeras y mangas de género yaoi o shōnen-ai. Ha dicho que eligió "Temari" como su seudónimo puesto que su ciudad natal, Matsumoto, es conocida por la fabricación de temari (un juguete tradicional japonés en forma de bola). Una de sus obras más conocida es Kyō Kara Maō!, la cual ilustra en colaboración con Tomo Takabayashi.

## Obras

### Mangas
- Bokura no Unsei (2003), un volumen
- Paradise e Oideyo! (2003), historia de Barugo Hotaka, un volumen
- Ōji-sama no Obenkyō (2004), un volumen
- Uwasa no Futari (2004), dos volúmenes
- Shinobu Kokoro wa (2004), un volumen
- Sensei no Jijō (2005), un volumen
- Kyō Kara Maō! (2005-presente), historia de Tomo Takabayashi, 19 volúmenes[3]
- Cubism Love (2011)

### Ilustraciones
- Kyō Kara Maō![4] (2000-presente), historia de Tomo Takabayashi, 22 volúmenes
- Seitouin Gakuen Fuuki, historia de Tatsuki Shindou
- Grand Master!, historia de Satomi Kikawa
- Animate Concierge